# Windows Automated Installation Kit
Windows Automated Installation Kit (Windows AIK ou WAIK) appelé en français Kit d'installation automatisée Windows, est une suite d'outils et de technologies conçue par Microsoft pour faciliter le déploiement des images des systèmes d'exploitation sur des ordinateurs ou un disque virtuel de type VHD (Virtual Hard Disk). Ce kit a été lancé pour la toute première fois avec Windows Vista.

## Historique
Windows AIK 1.0 a été publié avec Windows Vista. Il se compose d'outils et de technologies nouvelles ou améliorées telles que Windows System Image Manager (Windows SIM), SysPrep, ImageX, et de l'environnement de préinstallation Windows (WinPE) v2.0.
Windows AIK 1.1 a été publié avec Windows Vista SP1 (et Windows Server 2008). Un certain nombre de nouveaux outils ont été ajoutés, y compris PostReflect et VSP1Cln. WinPE 2.1 est davantage personnalisable. Il prend en charge les systèmes d'exploitation Windows Server 2008, Windows Vista, Windows Vista SP1, Windows Server 2003 SP1, Windows Server 2003 SP2 et Windows XP SP2.
Windows AIK  2.0 a été publié avec la version bêta de Windows 7. Un nouvel outil appelé DISM remplace PEImg et IntlCfg, qui ont été abandonnés. WinPE 3.0 intègre des effets Aero qui sont dans Windows 7. L'outil de migration utilisateur (USMT (en)) a été ajoutée à cette version. Cette version prend en charge les systèmes d'exploitation Windows Server 2003 R2 SP2, Windows Vista SP1, famille Windows Server 2008, Windows 7 édition familiale et Windows Server 2008 R2.
Windows AIK 3.0 est similaire à la version 2.0. Le numéro de version a été mis à jour afin de correspondre à la sortie du Service Pack 1 pour Windows 7. Microsoft a également publié un supplément pour Windows 7 SP1. Le readme fait mention d'un supplément, qui permet éventuellement d'ajouter WinPE 3.1 aux versions précédentes du WAIK.
Lors du lancement de Windows 8, WAIK a été rebaptisé WADK pour Windows Assessment and Deployement Kit et inclut un kit de pré-installation pour les constructeurs.

## Fonctionnalités

### ImageX
ImageX est un outil en ligne de commande utilisé pour créer, modifier et déployer des images disques Windows en images Windows Imaging Format (WIM). Il est distribué en tant qu'outil dans Windows Automated Installation Kit (WAIK). Depuis Windows Vista, l'installation de Windows utilise cette API pour installer un système d'exploitation Windows.

### DISM
DISM pour Deployment Image Service and Management Tool est un outil qui a été lancé dans Windows 7 et Windows Server 2008 R2, cet outil permet d'effectuer des tâches sur une image d'installation Windows, qu'elle soit en fonctionnement (c'est-à-dire celle que l'utilisateur exécute) ou enregistrée à l'intérieur d'un dossier ou d'un fichier WIM. Ses fonctionnalités comprennent le montage et le démontage des images, la consultation des pilotes de périphériques installés dans une image, et l'ajout d'un pilote de périphérique pour une image.

### L'environnement de pré-installation Windows
WAIK contient l'Environnement de Préinstallation Windows, une version minimaliste de Windows qui peut être démarrée via PXE, CD-ROM, un lecteur flash USB ou un disque dur externe. Il est utilisé pour déployer, dépanner et restaurer les installations Windows. Il remplace les disquettes de démarrage MS-DOS qui permettaient auparavant d'effectuer ces tâches.

### Outil de migration de l'utilisateur
WAIK pour Windows 7 inclut  un outil de migration de l'utilisateur en version 4.0 (User State Migration Tool 4.0).Cet outil en ligne de commande permet le transfert des paramètres utilisateurs de Windows d'une installation à une autre dans le scénario d'une mise à jour du système d'exploitation ou encore la suppression et la réinstallation d'un système d'exploitation, pour par exemple nettoyer un rootkit. Il permet de transférer les paramètres utilisateurs depuis Microsoft Windows XP ou ultérieure vers Microsoft Windows Vista et les versions ultérieures.